# 清邁國際園藝博覽會

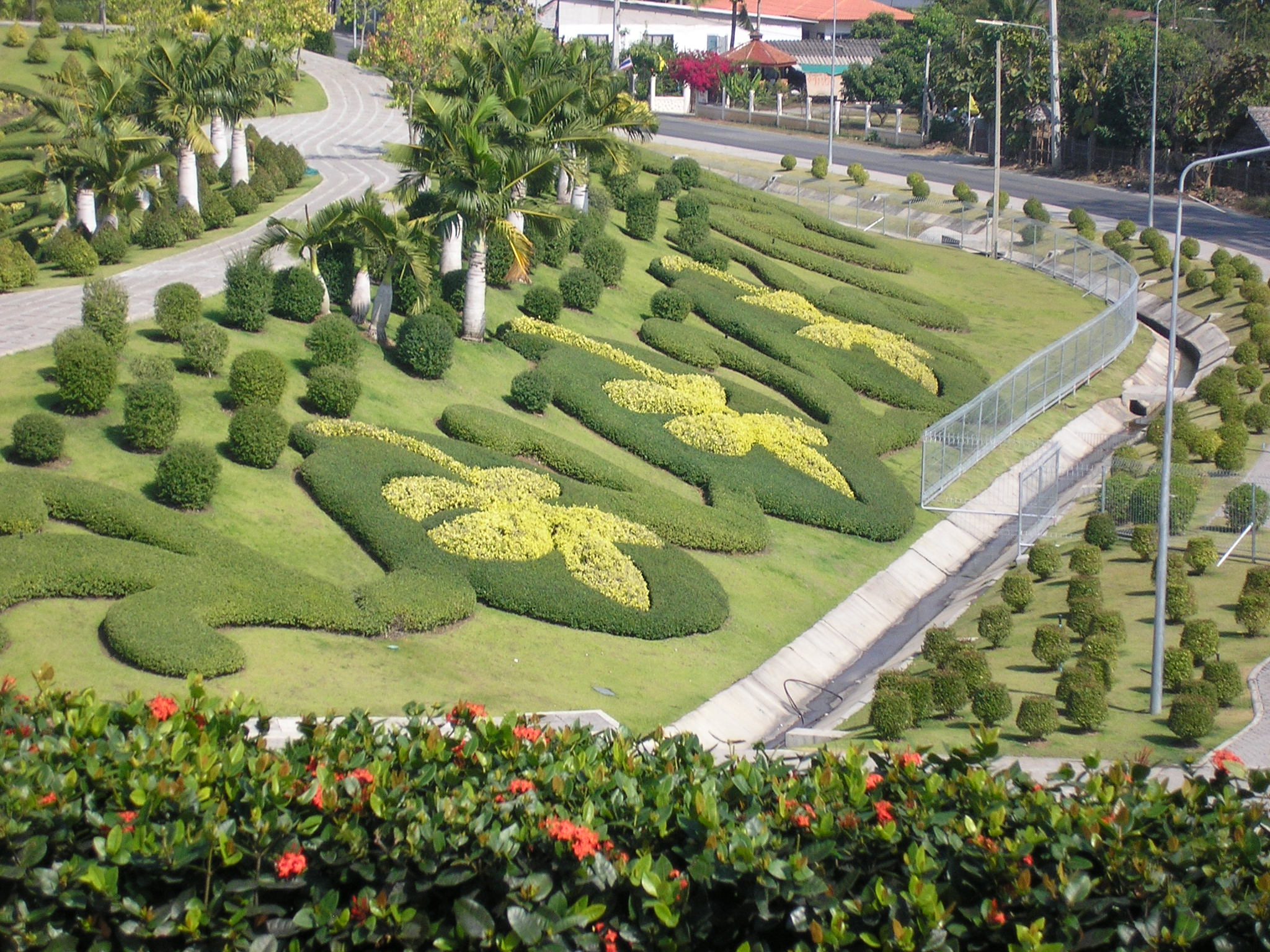
清邁國際園藝博覽會

清邁國際園藝博覽會，又名皇家阿勃勒花卉博覽會（英語：Royal Flora Ratchaphruek），是於泰國清邁舉辦的國際園藝博覽會，屬於泰國皇室為了向泰王拉瑪九世致敬，而舉辦的盛大慶典的一部分。前任泰國國王是目前全世界在位時間最長的國家元首。
阿勃勒（Ratchaphruek）是泰國的國花，原因是它黃色的花朵代表佛教以及皇室；所有的阿勃勒樹在相同的時間開花，也被認為是泰國人團結及身分認同的表現，因此阿勃勒被當成了泰國的象徵。

## 博覽會一覽

### 2006年
2006年清邁國際園藝博覽會是一個由國際園藝家協會（AIPH/IAHP）與國際展覽局（BIE）所認定的大規模國際園藝博覽會（A1類別），於2006年11月1日至2007年1月31日在皇家農業研究中心舉行，佔地80公頃。共有日本、韓國、比利時、荷蘭、南非及加拿大等30個國家參展，展出超過250萬株／2,200種熱帶植物與花卉，在92天的會期中計有384萬人次入園參觀，是東南亞規模最大的園藝博覽會。

### 2011年
2011年清邁國際園藝博覽會是一個由國際園藝家協會（AIPH/IAHP）所認定的國際園藝博覽會（A2/B1類別），於2011年12月14日至2012年3月14日在皇家阿勃勒公園舉行，佔地80公頃，共有28個國家參展。

## 來源
1. ↑  . royalfloraexpo.com.   [2012-02-21]. （原始内容存档于2012-02-11）.
2. ↑  . royalflora2011.com.   [2012-02-21]. （原始内容存档于2021-02-10）.

## 外部連結
- Royal Flora Ratchaphruek 2006 （页面存档备份，存于） （英文）
- Royal Flora Ratchaphruek 2011 （页面存档备份，存于） （英文）
- Bureau International des Expositions (BIE) （页面存档备份，存于） （英文）